# Patient (eksperimentalfilm)
|  | Denne artikel er oprettet af botten Steenthbot ud fra en ekstern database. Den kan derfor have sproglige fejl eller mangler. Denne skabelon kan fjernes efter kontrol af indholdet. |

Patient er en dansk eksperimentalfilm fra 1994 instrueret af Robert Hamilton.